# Jacques Benoist-Méchin
Jacques Benoist-Méchin (Parigi, 1º luglio 1901 – Parigi, 24 febbraio 1983) è stato uno storico, giornalista e intellettuale francese.

## La giovinezza
La giovane età, unitamente al grande interesse per la cultura germanica e ad una vera e propria fascinazione per la figura di Hitler (nel quale riconosceva il federatore dell'Europa, secondo l'esempio di Alessandro Magno, all'indomani della conquista della maggior parte del continente) fecero di lui un collaborazionista.
A proposito della federazione europea, bisogna ricordare che Benoist-Méchin lavorò come giornalista all'Europe Nouvelle ("La nuova Europa") di Louise Weiss nel 1930, mentre si stava redigendo un memorandum per un'Europa federale di Aristide Briand. Comunque, non appena le rispettive posizioni furono note, Louise Weiss (devota al progetto della Società delle Nazioni) non poté accettare la presenza di un pro-hitleriano nel suo gruppo e, pertanto, lo congedò. Benoist-Méchin sfruttò questa occasione per lavorare alla sua monumentale Histoire de l'armée allemande ("Storia dell'esercito tedesco").

## Durante la guerra
Prende parte attiva al collaborazionismo, al Ministero degli Affari Esteri, ciò che gli vale un processo nel 1947. Condannato a morte, è graziato da Vincent Auriol e recluso a Clairvaux. È liberato nel 1954. Non è un paradosso, se il generale de Gaulle lo ammirava molto, e nel 1944 farà ristampare Histoire de l'armée allemande: De Gaulle vede a giusto titolo in quest'opera la migliore comprensione della storia politica della Germania e dei problemi militari del secolo.

## Storico
Dopo la sua uscita di prigione, si consacra alla redazione di biografie, in un primo tempo sulla dinastia d'Arabia Saudita, poi di grandi personaggi d'origine europea aventi avuto delle attività fuori dall'Europa. Il tema comune di questa opera biografica, è il ruolo dell'individuo eccezionale che cambia il corso della storia e cerca di creare un impero per dare forma e durata all'unione degli uomini di una civiltà. Come Lawrence d'Arabia, la sua profonda simpatia per il mondo arabo, che si manifesta nelle biografie di Lyautey, di Lawrence o di Ibn Séoud, esprime il suo rispetto e la sua ammirazione per una civiltà ricca e creatrice.

## Opere
- Reconnaissance à Rilke (collectif) (1926)
- Histoire de l'armée allemande (1936) :
  - De l'Armée impériale à la Reichswehr (1918-1919) ;
  - De la Reichswehr à l'Armée nationale (1919-1938) ;
  - De Vienne à Prague (1938-1939).
- Éclaircissements sur « Mein Kampf » d'Adolphe Hitler, le livre qui a changé la face du monde (1939).
- La Moisson de quarante. Journal d’un prisonnier de guerre (1941).
- L'Ukraine, des origines à Staline, Paris, Albin Michel, 1941.
- Ce qui demeure. Lettres de soldats tombés au champ d’honneur, 1914-1918, 1942.
- Série du Rêve le plus long de l'Histoire :
  - Lawrence d'Arabie : le rêve fracassé, Lausanne, Clairefontaine, 1961 ; éd. de poche, Paris, Perrin, 2008, coll. « Tempus » ;
  - Alexandre le Grand : le rêve dépassé Lausanne, La Guilde du livre, 1964 ; Lausanne, Clairefontaine, 1976 ; éd. de poche, Paris, Perrin, 2009, coll. « Tempus » ;
  - Cléopâtre : le rêve évanoui (1964) ; éd. poche, Paris, Perrin, 2010, coll. « Tempus » ;
  - Bonaparte en Égypte : le rêve inassouvi, Lausanne, La Guilde du livre, 1966 ; Paris, Perrin, 1978 ;
  - Lyautey l'Africain ou le rêve immolé, Paris, Perrin, 1966 ;
  - L'Imperatore Giuliano (331-363) (L'Empereur Julien : le rêve calciné, Paris, Perrin, 1969), trad. Mario Merlo, Collana La Storia, Milano, Rusconi, 1979 ;
  - Frédéric de Hohenstaufen : le rêve excommunié, Paris, Perrin, 1980; éd. de poche, Paris, Perrin, 2008, coll. « Tempus ».
- Le Loup et le Léopard :
  - Mustapha Kemal, la mort d’un Empire, Paris, Albin Michel, 1954 ;
  - Ibn Séoud, la naissance d’un royaume, Paris, Albin Michel, 1955 ; éd poche, Paris, Le Livre de Poche, 1962 ;
  - Le Roi Saud ou l'Orient à l'heure des relèves, Paris, Albin Michel, 1960.
- Soixante jours qui ébranlèrent l'Occident (1956) :
  - La Bataille du Nord : 10 mai-4 juin 1940 ;
  - La Bataille de France : 4 juin 1940-25 juin 1940 ;
  - La Fin du régime : 26 juin 1940-10 juillet 1940.
- Un printemps arabe (1959).
- Deux étés africains (1972).
- À destins rompus (1974).
- Fayçal, roi d'Arabie, Paris, Albin Michel, 1975.
- L'Homme et ses jardins. Les métamorphoses du paradis terrestre (1975).
- La Musique et l'immortalité dans l'œuvre de Marcel Proust, Paris, Albin Michel, 1977.
- Frédéric de Hohenstaufen ou le rêve excommunié, Paris, Perrin, 1980. (ISBN 2-262-00203-7)
- Soixante jours qui ébranlèrent l'Occident, (1 vol.), Paris, Robert Laffont, 1981, coll. « Bouquins ».
- De la défaite au désastre (postumo), Paris, Albin Michel, 1984.
- À l'épreuve du temps, Paris, Julliard, 1989-1993, (postumo) ; nouvelle édition en un volume, Paris, Perrin, 2011.
- Histoire des Alaouites, (postumo), Paris, Perrin, 1994.